# العلاقات اليمنية الصربية
العلاقات اليمنية الصربية هي العلاقات الثنائية التي تجمع بين اليمن وصربيا.

## مقارنة بين البلدين
هذه مقارنة عامة ومرجعية للدولتين:
| وجه المقارنة                                              | اليمن                   | صربيا                                                      |
| --------------------------------------------------------- | ----------------------- | ---------------------------------------------------------- |
| المساحة (كم2)                                             | 555.00 ألف              | 88.36 ألف                                                  |
| عدد السكان (نسمة)                                         | 28.25 مليون             | 7.02 مليون                                                 |
| الكثافة السكانية (ن./كم²)                                 | 50.9                    | 79.45                                                      |
| العاصمة                                                   | صنعاء عدن (عاصمة مؤقتة) | بلغراد                                                     |
| اللغة الرسمية                                             | اللغة العربية           | اللغة الصربية                                              |
| العملة                                                    | ريال يمني               | دينار صربي                                                 |
| الناتج المحلي الإجمالي (بليون دولار)                      | 18.21 مليار             | 41.43 مليار                                                |
| الناتج المحلي الإجمالي (تعادل القوة الشرائية) بليون دولار | 75.69 مليار             | 100.13 مليار                                               |
| الناتج المحلي الإجمالي الاسمي للفرد دولار أمريكي          | 1.41 ألف                | 5.24 ألف                                                   |
| الناتج المحلي الإجمالي للفرد دولار أمريكي                 |                         | 13.59 ألف                                                  |
| مؤشر التنمية البشرية                                      | 0.498                   | 0.771                                                      |
| رمز المكالمات الدولي                                      | +967                    | +381                                                       |
| رمز الإنترنت                                              | .ye                     | .rs، .срб ‏                                                 |
| المنطقة الزمنية                                           | ت ع م+03:00             | توقيت وسط أوروبا، ت ع م+01:00، ت ع م+02:00، أوروبا/بلغراد ‏ |

## منظمات دولية مشتركة
يشترك البلدان في عضوية مجموعة من المنظمات الدولية، منها:
| علم المنظمة | اسم المنظمة                               | تاريخ انضمام اليمن | تاريخ انضمام صربيا |
| ----------- | ----------------------------------------- | ------------------ | ------------------ |
|             | يونسكو                                    | 2 أبريل 1962       | 20 ديسمبر 2000     |
|             | مؤسسة التمويل الدولية                     | 22 مايو 1970       | 25 فبراير 1993     |
|             | المركز الدولي لتسوية المنازعات الاستشارية | 20 نوفمبر 2004     | 8 يونيو 2007       |
|             | منظمة حظر الأسلحة الكيميائية              | ?                  | ?                  |
|             | مؤسسة التنمية الدولية                     | 22 مايو 1970       | 25 فبراير 1993     |
|             | وكالة ضمان الاستثمار متعدد الأطراف        | 12 مارس 1996       | 19 مارس 1993       |
|             | الاتحاد البريدي العالمي                   | ?                  | ?                  |
|             | الاتحاد الدولي للاتصالات                  | 1931               | 1 يونيو 2001       |
|             | منظمة الشرطة الجنائية الدولية             | ?                  | ?                  |
|             | الأمم المتحدة                             | 30 سبتمبر 1947     | 1 نوفمبر 2000      |
|             | البنك الدولي للإنشاء والتعمير             | 3 أكتوبر 1969      | 25 فبراير 1993     |

## وصلات خارجية
- موقع وزارة الخارجية الصربية